# JPX (entreprise)
Pour les articles homonymes, voir JPX.

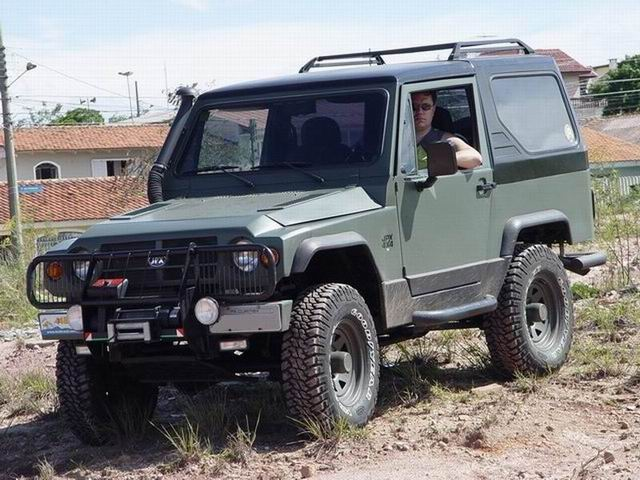
JPX Montez

JPX (JPX do Brasil Ltda.) est une entreprise brésilienne. Elle a fait partie du groupe EBX. Elle fabrique des véhicules utilitaires.